# Reusch (Weigenheim)
Reusch (fränkisch: Raisch) ist ein Gemeindeteil der Gemeinde Weigenheim im Landkreis Neustadt an der Aisch-Bad Windsheim (Mittelfranken, Bayern). Die Gemarkung Reusch hat eine Fläche von 7,845 km². Sie ist in 1130 Flurstücke aufgeteilt, die eine durchschnittliche Fläche von 6942,49 m² haben. In ihr liegen neben dem namensgebenden Ort die Gemeindeteile Lanzenmühle und Zellesmühle.

## Lage
Das Pfarrdorf liegt an der Reusch (im Mittellauf Iffbach und im Unterlauf Iff genannt), einem linken Zufluss des Breitbachs. Im Nordwesten befindet sich das Waldgebiet Krähwinkel, ansonsten ist der Ort von Acker- und Grünland umgeben. Die Kreisstraße NEA 42/KT 1 führt nach Nenzenheim zur Staatsstraße 2418 (6,3 km nordöstlich) bzw. nach Weigenheim (1,6 km südöstlich). Die Kreisstraße NEA 43 führt nach Geckenheim (1,9 km südwestlich) bzw. nach Ippesheim zur Staatsstraße 2419 (2,4 km nordwestlich).

## Geschichte
Der Ort wurde 1227 als „Rische“ erstmals urkundlich erwähnt. Von 1319 bis 1600 wurde er in den Urkunden „Reysch“ bzw. „Reisch“ genannt, 1646  erstmals „Rëusch“. Der ursprüngliche Flurname leitet sich von rusch ab (mhd. für Binse).
Von 1797 bis 1808 unterstand Reusch dem preußischen Justiz- und Kammeramt Uffenheim. 1806 kam der Ort an das Königreich Bayern. Mit dem Gemeindeedikt (frühes 19. Jahrhundert) wurde Reusch dem Steuerdistrikt Ippesheim zugewiesen. Wenig später entstand die Ruralgemeinde Reusch mit den Orten Lanzenmühle, Schloßmühle und Zellesmühle. Sie war in Verwaltung und Gerichtsbarkeit dem Landgericht Uffenheim zugeordnet und in der Finanzverwaltung dem Rentamt Uffenheim (1919 in Finanzamt Uffenheim umbenannt).  Um 1840 kamen die Rückerts- und Zapfenmühle von der Gemeinde Bergtheim hinzu. Beide Mühlen wurden aber nach 1864, spätestens 1867 wieder nach Bergtheim umgemeindet. Ab 1862 war das Bezirksamt Uffenheim für die Verwaltung der Gemeinde zuständig (1939 in Landkreis Uffenheim umbenannt). Die Gerichtsbarkeit blieb beim Landgericht Uffenheim (1879 in Amtsgericht Uffenheim umbenannt), seit 1973 ist das Amtsgericht Neustadt an der Aisch zuständig. Die Gemeinde hatte 1964 eine Gebietsfläche von 7,828 km². Am 1. Juli 1972 wurde Reusch im Zuge der Gebietsreform in Bayern nach Weigenheim eingegliedert.

### Baudenkmäler

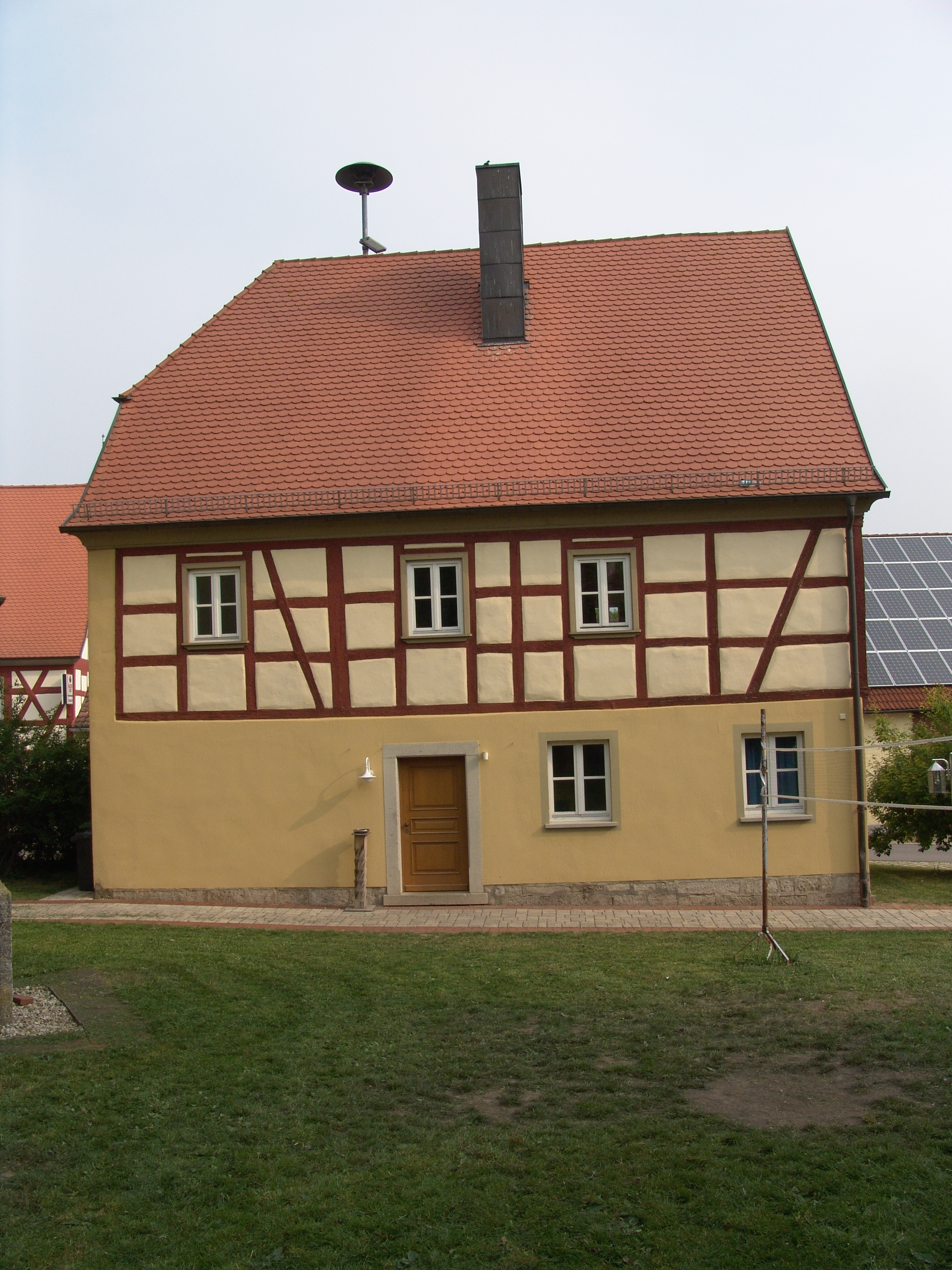
Ehemaliges Schulhaus

In Reusch gibt es sechs Baudenkmäler:
- Friedhofsmauer und Grabdenkmal
- Haus 1a: Pfarrhaus
- Haus-Nr. 115: Evangelisch-lutherische Pfarrkirche St. Marien
- Haus-Nr. 116: Ehemaliges Schulhaus
- Haus-Nr. 117: Gasthaus Schwarzer Adler
- Haus-Nr. 121: Wohnstallhaus

ehemalige Baudenkmäler
- Haus-Nr. 2a: Ehemaliges Gemeindehaus (?). Erdgeschossiges Fachwerk-Doppelhaus der zweiten Hälfte des 18. Jahrhunderts, am Eckstiel unleserliche Bauinschrift.[17]
- Haus-Nr. 2a:[17]
- Haus-Nr. 13, 15, 27, 46: Kleine eingeschossige Wohnstallhäuser der ersten Hälfte des 19. Jahrhunderts mit einfachem Fachwerk.[17]
- Haus-Nr. 35: Zweigeschossiges Walmdachhaus auf hohem Untergeschoss mit Rundbogentor, Obergeschoss in verputztem Fachwerk, 18. Jahrhundert; weit vorspringendes, reich profiliertes Traufgesims.[17]
- Haus-Nr. 63: Bemerkenswerte, dreiseitige Hofanlage des 18. Jahrhunderts. Erdgeschossiges Wohnstallhaus mit verputztem Zierfachwerk, auf der anderen Seite des Hofes Fachwerkscheuer in gleicher Firstrichtung. Quer dazu ein langgestreckter Kleinviehstall, darüber Holzlege mit Lattengitter. Erdkeller und Remise als winkelförmige Anbauten am Wohnstallhaus bzw. an der Scheuer.[17]
- Haus-Nr. 67: Zweigeschossiges Wohnstallhaus mit Fachwerkobergeschoss im Typus des mittleren 19. Jahrhunderts. Im Giebel Haustafel bezeichnet „Erbaut Elias Lindner 1860“.[17]
- Haus-Nr. 68: Satteldachhaus
- Haus-Nr. 79: Erdgeschossiges Fachwerkhaus des späten 18. Jahrhunderts mit ausgebautem Stallteil, der Westgiebel in Sandsteinquadern.[17]

### Bodendenkmäler
In der Gemarkung Reusch gibt es drei Bodendenkmäler.

### Einwohnerentwicklung
Gemeinde Reusch
| Jahr      | 1818  | 1840   | 1852   | 1855   | 1861   | 1867   | 1871   | 1875   | 1880   | 1885   | 1890   | 1895   | 1900   | 1905   | 1910   | 1919   | 1925   | 1933   | 1939   | 1946   | 1950   | 1952   | 1961   | 1970   |
| Einwohner | 388   | 455    | 490    | 462    | 470    | 491    | 480    | 465    | 479    | 481    | 508    | 476    | 445    | 426    | 395    | 403    | 410    | 407    | 370    | 477    | 489    | 489    | 365    | 335    |
| Häuser    | 100   | 88     |        |        |        |        | 90     |        |        | 95     | 95     |        | 89     |        |        |        | 90     |        |        |        | 89     |        | 86     |        |
| Quelle    | [ 8 ] | [ 19 ] | [ 20 ] | [ 20 ] | [ 12 ] | [ 21 ] | [ 22 ] | [ 23 ] | [ 24 ] | [ 25 ] | [ 26 ] | [ 20 ] | [ 27 ] | [ 20 ] | [ 28 ] | [ 20 ] | [ 29 ] | [ 20 ] | [ 20 ] | [ 20 ] | [ 30 ] | [ 20 ] | [ 13 ] | [ 31 ] |

Ort Reusch
| Jahr      | 001818 | 001840 | 001861 | 001871 | 001885 | 001900 | 001925 | 001950 | 001961 | 001970 | 001987 | 002014 |
| Einwohner | *376   | 433    | *452   | *458   | *460   | 435    | 401    | 479    | 352    | 327    | 298    | 306    |
| Häuser    | *97    | 84     |        |        | *92    | 87     | 88     | 87     | 84     |        | 82     |        |
| Quelle    | [ 8 ]  | [ 19 ] | [ 12 ] | [ 22 ] | [ 25 ] | [ 27 ] | [ 29 ] | [ 30 ] | [ 13 ] | [ 31 ] | [ 32 ] | [ 2 ]  |

## Religion
Der Ort ist Sitz der Pfarrei St. Marien und seit der Reformation evangelisch-lutherisch geprägt.